# Крумегг
Крумегг (нем. Krumegg) — упразднённая (с 1 января 2015 года) политическая община (нем. politische Gemeinde) политического округа Грац-Умгебунг в Австрии, в федеральной земле Штирия. Вместе с политическими общинами Санкт-Марайн-бай-Грац и Петерсдорф-II (политический округ Зюдостштайермарк) образовали новое совместное сообщество Санкт-Марайн-бай-Грац, входящее в политический округ Грац-Умгебунг.
Население по оценке на 31 декабря 2005 года — 1412 человек, территория  — 17,74 км². Официальный код до 1 января 2015 года — 6 06 25.

## Политическая ситуация

### Выборы—2005
Бургомистр общины — Йозеф Хирцер (GL) по результатам выборов 2005 года.
Совет представителей общины (нем. Gemeinderat) состоит из 15 мест.
- Партия GL занимает 7 мест.
- АНП занимает 5 мест.
- СДПА занимает 2 места.
- АПС занимает 1 место.